# Momotaro, le divin soldat de la mer
Momotaro, le divin soldat de la mer (桃太郎 海の神兵, Momotarō Umi no Shinpei) est le premier long métrage d'animation japonais, réalisé par Mitsuyo Seo et sorti en 1945.
C'est un film de propagande commandité pendant la Seconde Guerre mondiale par le Ministère de la Marine Impériale Japonaise et tourné en 1944. Il constitue une suite de Momotaro, l'aigle des mers (桃太郎の海鷲, Momotarō no Umiwashi), un film de 37 minutes tourné par le même réalisateur en 1943.

## Synopsis
Comme dans le film précédent, le héros est Momotarō, un personnage appartenant à la tradition japonaise. Le récit est centré sur l'opération-surprise menée sur l'île de Célèbes par des troupes de parachutistes. Tout le film glorifie la libération de l'Asie par le Japon, illustrant ainsi les slogans de l'époque.

## Fiche technique
- Titres alternatifs : Momotaro et la marine divine ; Momotaro, le marin divin ; Momotaro, dieu soldat des océans ; Momotaro, les troupes de la mer
- Réalisation : Mitsuyo Seo
- Production : Shōchiku Moving Picture Laboratory
- Scénario : Mitsuyo Seo
- Photographie : Mitsuyo Seo
- Pays d'origine :  Empire du Japon
- Format : Noir et blanc
- Langue : japonais
- Durée : 74 minutes
- Date de sortie :
  -  Empire du Japon : 12 avril 1945

## Commentaires
- On remarque quelques séquences musicales, par exemple AIUEO no Uta, lorsque des soldats japonais tentent d'apprendre à parler aux animaux de l'île.

- Pour l'inspirer, le Ministère avait montré le film Fantasia de Walt Disney au réalisateur, qui tenta de faire rêver les enfants tout en leur communiquant un espoir de paix. Cette dimension, en filigrane derrière la propagande, aurait ému Osamu Tezuka aux larmes lorsqu'il vit le film en avril 1945.

- Sorti quelques mois avant la capitulation du Japon, le film tomba rapidement dans l'oubli. On a longtemps cru que la pellicule avait été confisquée et brûlée par l'armée d'occupation américaine, mais un négatif a été retrouvé dans un dépôt de la société de production Shōchiku en 1984. Une nouvelle copie en a été tirée en 1984.